# Taxal
Taxal är en by i civil parish Whaley Bridge, i distriktet High Peak, i grevskapet Derbyshire, i England. Byn är belägen 9 km från Buxton. Taxal var en civil parish fram till 1936 när blev den en del av Whaley Bridge, Hartington Upper Quarter och Wildboarclough. Civil parish hade 679 invånare år 1931.